# 日本インジェクタ

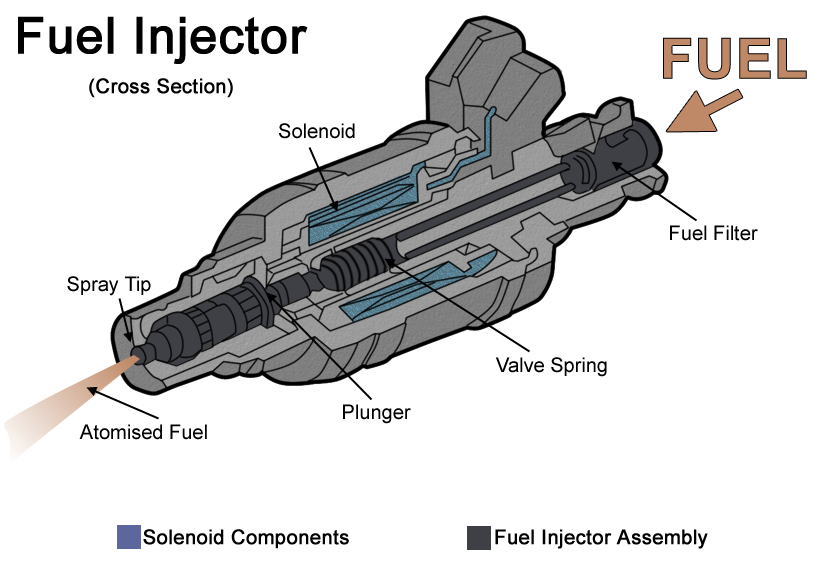
インジェクターの構造図

日本インジェクタ株式会社（にっぽんインジェクタ、Nippon Injector Corporation）は、神奈川県小田原市にある日本では数少ない自動車エンジン用燃料噴射装置の専門メーカーである。
1986年、三菱電機とドイツのボッシュ、そしてキャブレターメーカーのミクニの合弁会社として設立された。現在は三菱電機50%, ボッシュ50%の合弁企業。2025年、解散予定。